# 庄浪河 (黄河)
庄浪河，位于中华人民共和国甘肃省中部的一条河流，为黄河左岸支流，上游称金强河，发源于武威市天祝藏族自治县西北抓喜秀龙镇代乾村西北，祁连山东端的冷龙岭东麓和马雅雪山北麓及乌鞘岭南麓，自西北向东南，流经抓喜秀龙镇、打柴沟镇、县城华藏寺镇、永登县武胜驿镇、中堡镇、县城城关镇、柳树镇、大同镇、红城镇、苦水镇等地后，于兰州市西固区河口镇河口村汇入黄河。河长184.8千米，流域面积4008平方千米。庄浪河河谷是古丝绸之路河西走廊东部的主要通道，现今G30连霍高速、312国道、兰新铁路等皆沿河两岸穿行，是中国内地与西北边疆地区的交通要道。